# Bellis lineage
 Bellis lineage è un gruppo informale di piante angiosperme dicotiledoni della famiglia delle Asteraceae (sottofamiglia Asteroideae e tribù Astereae).

## Descrizione

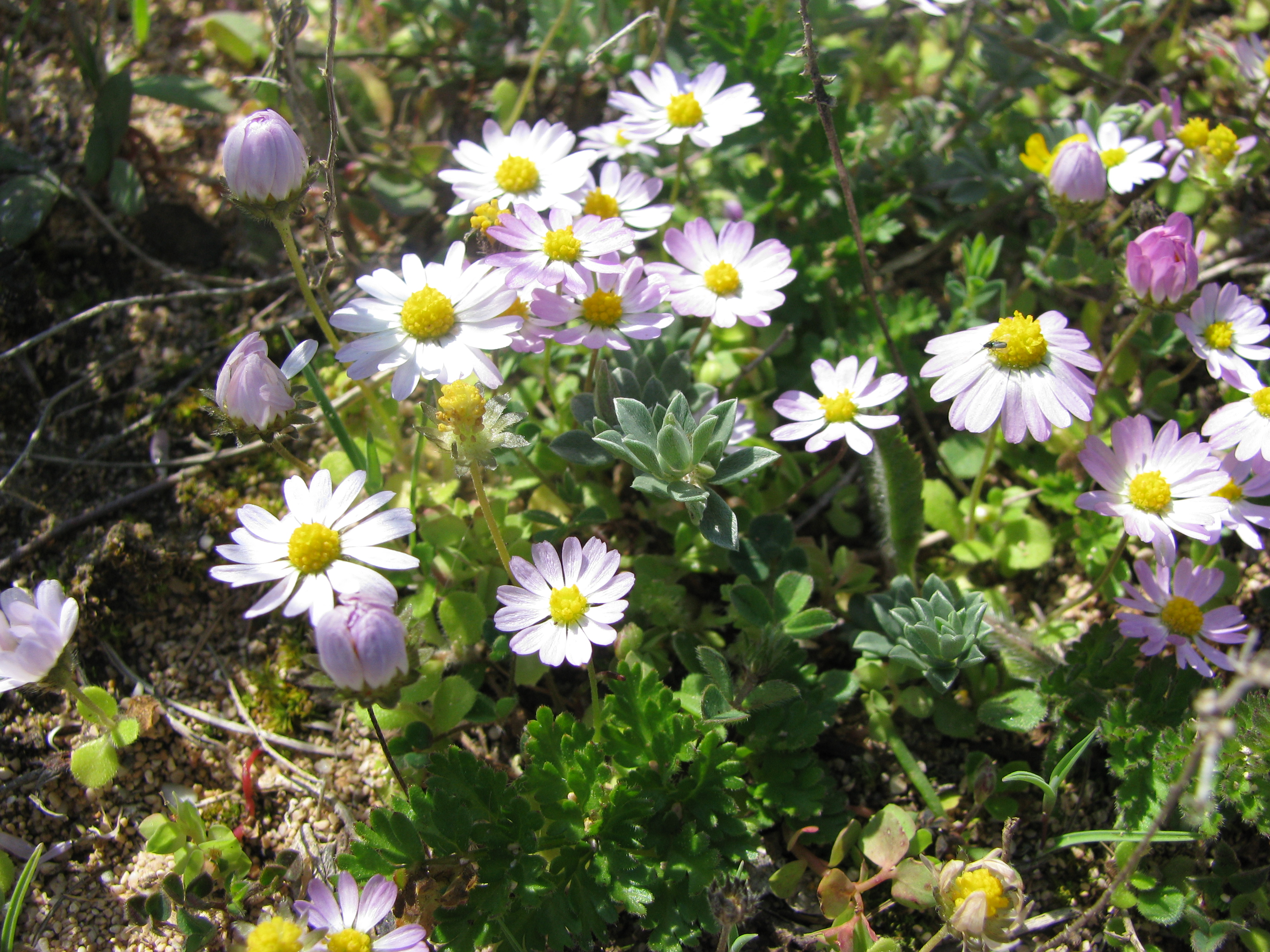
Il portamento
Bellis annua

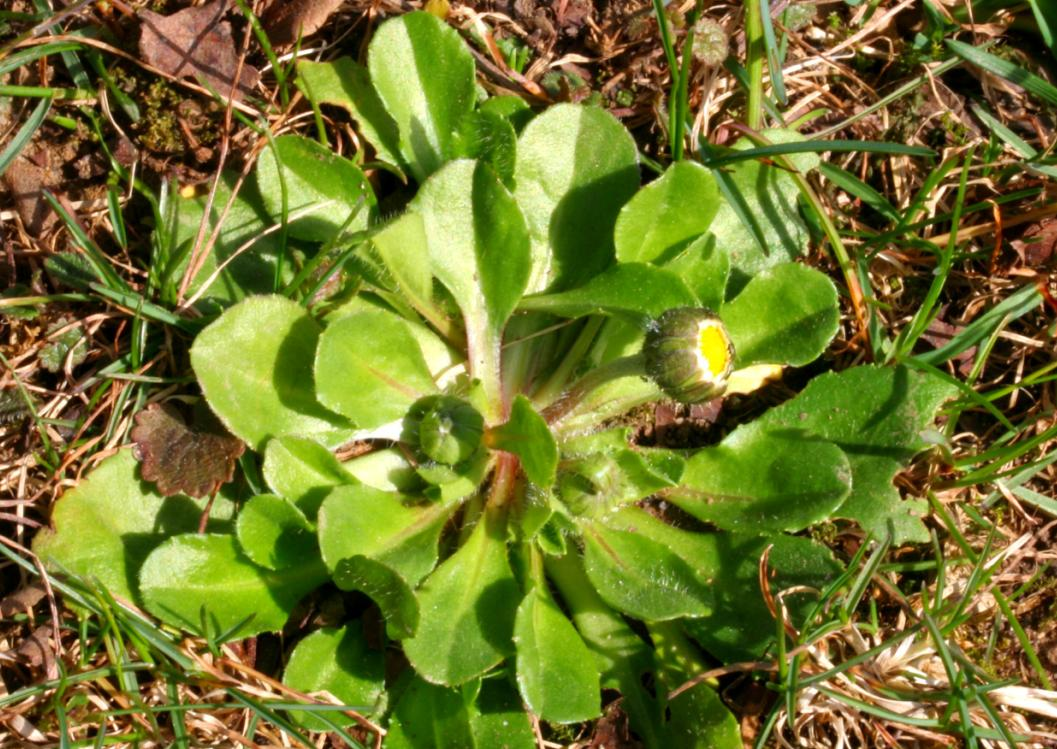
Le foglie
Bellis_perennis

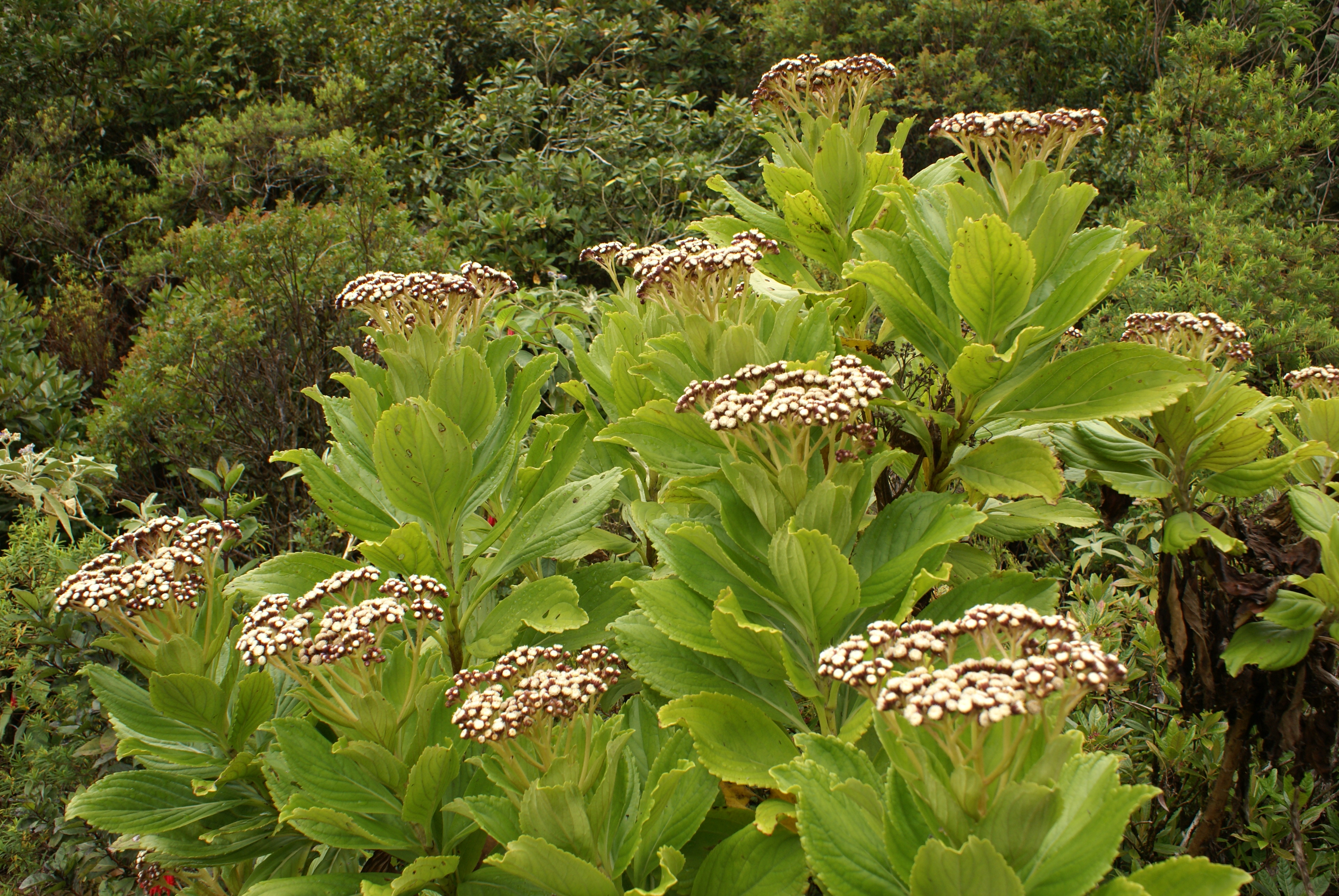
Infiorescenza
Psiadia boivinii

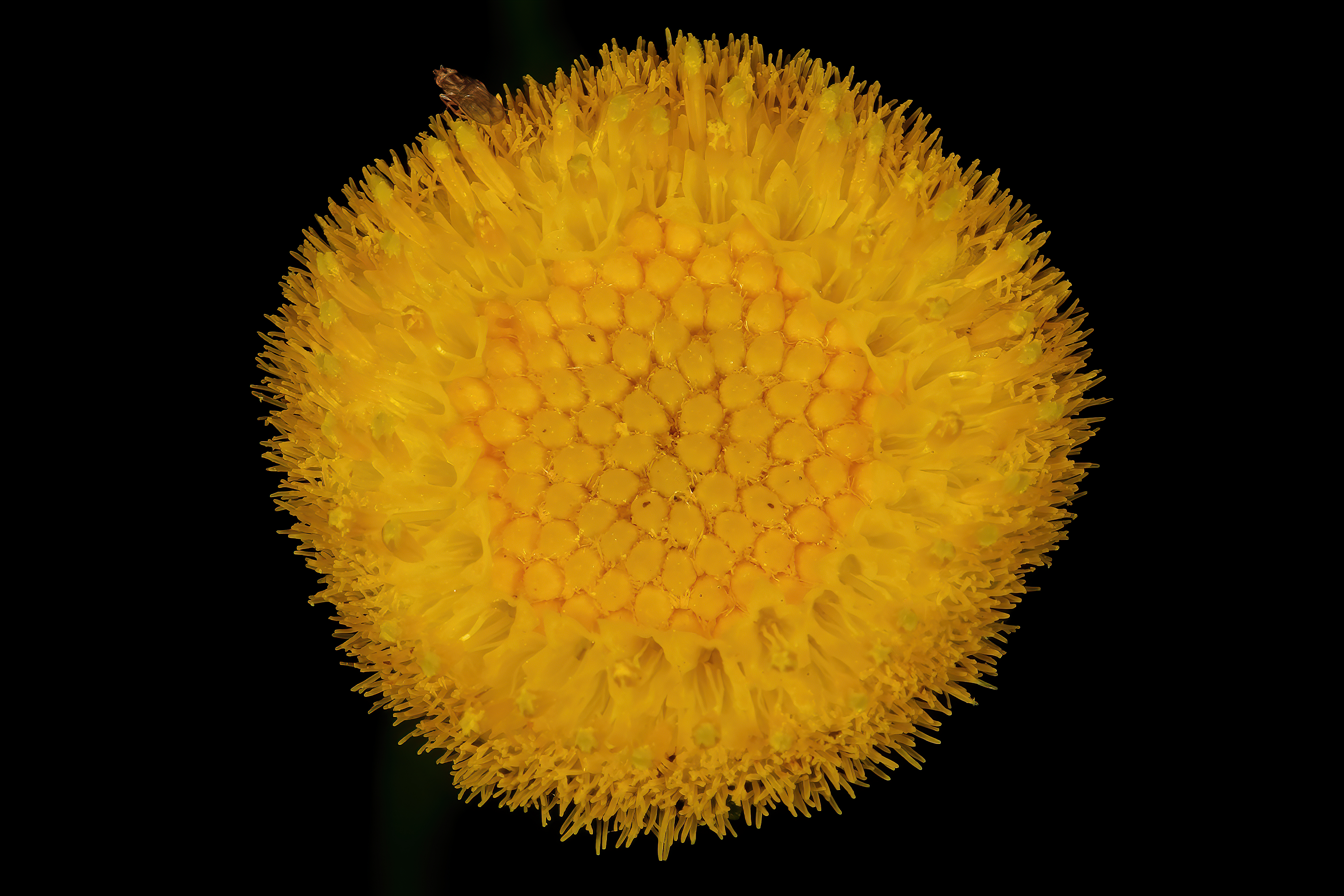
I fiori
Conyza podocephala

Portamento. Le specie di questo genere hanno un habitus di tipo erbaceo annuale o perenne (talvolta anche arbustivo e talvolat acauli).
Fusto. La parte aerea in genere è eretta, semplice o ramosa. In alcune specie il fusto è afillo.
Foglie. Le foglie in genere sono disposte in modo alternato, picciolate o sessili. Si distinguono in basali (possono formare una rosetta basale) e in cauline (in genere di minori dimensioni). La lamina è semplice (talvolta è seghettata) più o meno lanceolata/ovata altre volte pennata con lobi. Sulla superficie possono essere presenti dei punti ghiandolari.
Infiorescenza. Le sinflorescenze sono sia scapose (capolini solitari) che composte da diversi capolini raccolti in formazioni corimbose. Le infiorescenze vere e proprie sono composte da un capolino terminale peduncolato di tipo radiato o disciforme con fiori eterogami ma anche omogami. I capolini sono formati da un involucro, con forme da cilindriche a campanulate/emisferiche, composto da diverse brattee, al cui interno un ricettacolo fa da base ai fiori di due tipi: fiori del raggio e fiori del disco. Le brattee, piatte e a consistenza erbacea, sono disposte in modo più o meno embricato su più serie. Il ricettacolo in genere è nudo ossia senza pagliette a protezione della base dei fiori; la forma è piatta o da convessa a conica.
Fiori.  I fiori sono tetra-ciclici (formati cioè da 4 verticilli: calice – corolla – androceo – gineceo) e pentameri (calice e corolla formati da 5 elementi). Si distinguono in:
- fiori del raggio (esterni): sono femminili e sono disposti su una o più serie; la forma è ligulata (zigomorfa); possono essere assenti;
- fiori del disco (centrali): sono più numerosi con forme brevemente tubulose (attinomorfe); sono ermafroditi (talvolta sono funzionalmente maschili).

- Formula fiorale:

*/x K {\displaystyle \infty }, [C (5), A (5)], G 2 (infero), achenio
- Calice: i sepali del calice sono ridotti ad una coroncina di squame.

- Corolla: 
  - fiori del raggio: la forma della corolla alla base è più o meno tubulosa-imbutiforme, mentre all'apice è ligulata o filiforme; la ligula può terminare con alcuni denti; la ligula può mancare o essere molto breve; il colore è bianco o blu;
  - fiori del disco: la forma è tubulare bruscamente divaricata in 4 - 5 lobi; i lobi, patenti o eretti, hanno una forma deltata o più o meno lanceolata; il colore è giallo.

- Androceo: l'androceo è formato da 5 stami sorretti da filamenti generalmente liberi; gli stami sono connati e formano un manicotto circondante lo stilo; le teche (produttrici del polline) alla base sono troncate e sono lievemente auricolate (molto raramente sono speronate o hanno una coda); le appendici apicali delle antere hanno delle forme piatte e lanceolate; il tessuto endoteciale (rivestimento interno dell'antera) è quasi sempre polarizzato (con due superfici distinte: una verso l'esterno e una verso l'interno). Il polline è sferico con un diametro medio di circa 25 micron;  è tricolporato (con tre aperture sia di tipo a fessura che tipo isodiametrica o poro) ed è echinato (con punte sporgenti).[7][9]

- Gineceo: l'ovario è infero uniloculare formato da 2 carpelli.[3] Lo stilo (il recettore del polline) è profondamente bifido (con due stigmi divergenti) e con le linee stigmatiche marginali separate.[10] I due bracci dello stilo hanno una forma da lanceolata a deltoide e possono essere papillosi o ricoperti da ciuffi di peli.

Frutti. I frutti sono degli acheni con pappo; in alcune specie è presente un certo dimorfismo (gli acheni dei fiori del raggio differiscono dagli acheni dei fiori del disco);
- achenio: gli acheni, con forme più o meno obovate, sono lateralmente compressi con alcune nervature laterali; la superficie normalmente è cosparsa da setole, qualche volta ghiandolose; la parete dell'achenio è formata da celle contenenti rafidi ma prive di fitomelanina; il carpoforo normalmente è anulare; le setole con punte a forma di ancora non sono presenti;
- pappo: il pappo è formato da alcune serie di setole; esternamente alle serie di setole può essere presente una coroncina di scaglie. A volte il pappo manca.[7]

## Biologia
Impollinazione: l'impollinazione avviene tramite insetti (impollinazione entomogama tramite farfalle diurne e notturne).

Riproduzione: la fecondazione avviene fondamentalmente tramite l'impollinazione dei fiori (vedi sopra).

Dispersione: i semi (gli acheni) cadendo a terra sono successivamente dispersi soprattutto da insetti tipo formiche (disseminazione mirmecoria). In questo tipo di piante avviene anche un altro tipo di dispersione: zoocoria. Infatti gli uncini delle brattee dell'involucro (se presenti) si agganciano ai peli degli animali di passaggio disperdendo così anche su lunghe distanze i semi della pianta. Inoltre per merito del pappo il vento può trasportare i semi anche a distanza di alcuni chilometri (disseminazione anemocora).

## Distribuzione e habitat
Le specie di questa sottotribù sono distribuite in Eurasia.

## Sistematica
La famiglia di appartenenza di questa voce (Asteraceae o Compositae, nomen conservandum) probabilmente originaria del Sud America, è la più numerosa del mondo vegetale, comprende oltre 23.000 specie distribuite su 1.535 generi, oppure 22.750 specie e 1.530 generi secondo altre fonti (una delle checklist più aggiornata elenca fino a 1.679 generi). La famiglia attualmente (2021) è divisa in 16 sottofamiglie; la sottofamiglia Asteroideae è una di queste e rappresenta l'evoluzione più recente di tutta la famiglia.

### Filogenesi
Il gruppo di questa voce è descritto nella tribù Astereae, una delle 21 tribù della sottofamiglia Asteroideae). Da un punto di vista filogenetico, la tribù Astereae fa parte del supergruppo (o sottofamiglia) "Asteroideae grade"; l'altro è il supergruppo "Non-Asteroideae" contenente il resto delle sottofamiglie delle Asteraceae. All'interno del supergruppo è vicina alle tribù Senecioneae, Calenduleae, Gnaphalieae e Anthemideae.
I caratteri più notevoli della tribù Astereae sono: la base delle antere sono prive di code e non sono calcarate (speronate); le linee stigmatiche dei bracci dello stilo sono totalmente separate; i due bracci dello stilo hanno una forma breve o allungata da lanceolata a deltoide e possono essere papillosi o ricoperti da ciuffi di peli (all'esterno, mentre all'interno sono glabri). La distribuzione della maggior parte delle specie di questo gruppo è nelle regioni temperate nord e sud.
In base alle ultime ricerche nella tribù sono stati individuati (provvisoriamente) 5 principali lignaggi:
- Basal grade: include alcuni generi isolati, il gruppo "South American-Oceania",  alcune sottotribù africane e il gruppo dei generi legnosi del Madagascar.
- Bellis lineage: comprende le sottotribù eurasiatiche e una sottotribù africana.
- Aster lineage: include i generi asiatici di Asterinae e i principali gruppi dell'Australia e dell'Oceania.
- Baccharis lineage: include alcuni gruppi sudamericani.
- North American lineage: include la vasta gamma di sottotribù del Nordamerica, Messico e alcuni gruppi distribuiti nel Sudamerica.

Il gruppo Bellis lineage di questa voce comprende tre sottotribù (Bellidinae, Chamaegerinae e Grangeinae; mentre le prime due fanno parte dell'areale eurasiatico, l'ultima è relativa all'Africa) la cui distribuzione, pur essendo abbastanza cosmopolita, è concentrata in Eurasia e diverse specie si trovano in Europa e in Italia. 
Il cladogramma seguente, tratto dallo studio citato e semplificato, mostra una possibile configurazione filogenetica del lignaggio.
|  | \| \| Bellidinae \| \| \| \| \| \| Chamaegerinae \| \| \| \| |
|  |                                                              |
|  | Grangeinae                                                   |
|  |                                                              |
|  | Bellidinae                                                   |
|  |                                                              |
|  | Chamaegerinae                                                |
|  |                                                              |

|  | Bellidinae    |
|  |               |
|  | Chamaegerinae |
|  |               |

### Composizione del lignaggio
Il clade Bellis lineage comprende 3 sottotribù 22 generi e 194 specie.
| Sottotribù                        | N. generi | N. specie | Distribuzione                              | Caratteri più significativi | Numeri cromosomici | Fiori |
| --------------------------------- | --------- | --------- | ------------------------------------------ | --- | ------------------ | ----- |
| Bellidinae Benth. & Hook.f, 1873  | 4         | 56        | Eurasia e particolarmente nel Mediterraneo | Le piante sono sia rosulate con capolini solitari che in formazioni corimbose. - I lembi dei fiori del raggio sono piatti (non contorti). - Le setole degli acheni sono semplici.                                                                     | 2n = 18            |       |
| Chamaegerinae G.L.Nesom, 2020     | 2         | 6         | Asia occidentale                           | Le sinflorescenze sono composte da diversi capolini su più steli (alcuni sono solitari). - L'involucro è formato da 3 e più serie di brattee. - Il pappo è basalmente connato e deciduo in un unico gruppo.                                           | 2n = 18            |       |
| Grangeinae Benth. & Hook.f., 1873 | 16        | 132       | Soprattutto Africa                         | I fiori del raggio sono spesso mancanti o ridotti. - Il ricettacolo spesso ha la forma conica o ciatiforme. - Il pappo è ridotto o mancante. - Gli acheni sono privi di becco. - Le setole degli acheni talvolta hanno delle punte a forma di ancora. | 2n = 18            |       |

### Generi della flora spontanea italiana
Nella flora spontanea italiana sono presenti i seguenti generi di questo gruppo:
| Sottotribù | Genere        | Specie |
| ---------- | ------------- | --- |
| Bellidinae | Bellis        | Bellis annua L. - Pratolina annuale. Bellis sylvestris Cirillo - Pratolina autunnale. Bellis margaritaefolia Hunter, P. & R. - Pratolina calabrese. Bellis perennis L. - Pratolina comune. Bellis pusilla (N. Terr.) Pign. - Pratolina nivale. |
| Bellidinae | Bellium       | Bellium minutum L. - Pratolina minima. Bellium bellidioides L. - Pratolina spatolata. Bellium crassifolium Moris - Pratolina delle scogliere.                                                                                                  |
| Bellidinae | Galatella     | Galatella sedifolia (L.) Greuter - Astro scabro. Galatella linosyris (L.) Rchb.f. - Astro spillo d'oro. |
| Bellidinae | Tripolium     | Tripolium pannonicum (Jacq.) Dobrocz. - Astro marino. Tripolium sorrentinoi (Tod.) Raimondo & Greuter - Astro di Sorrentino. |
| Grangeinae | Dichrocephala | Dichrocephala integrifolia (L.f.) Kuntze - Dicrocefala. |